# 第5號小提琴協奏曲 (莫扎特)
A大調第5號小提琴協奏曲，作品號K. 219，是莫扎特創作的音樂作品，1775年12月於薩爾茨堡完成。當時只有19歲的他，一口氣完成了四首小提琴協奏曲，而本曲便是最後完成的作品。及後，莫扎特再也沒有寫過小提琴協奏曲。而後期由樂隊伴奏的小提琴作品，亦只有和中提琴的交響協奏曲和創作背景未明的C大調迴旋曲。坊間曾經流傳過第6號及第7號協奏曲，可是最後都被認定為偽作。
莫扎特的五首小提琴協奏曲中，以第5首為最著名及最常被演奏。一方面對小提琴技巧要求為各首之冠；長度也是最長；同時，他的寫作手法和亦跟前四首有不少獨特之處，例如第1樂章樂隊呈示部後，小提琴先奏出一個極具旋律性的慢板過場後才回到獨奏呈示部；第3樂章的土耳其風格迴旋曲又比第3和第4的迴旋曲更具創意，深深吸引著聽眾。
此外，本曲的手稿亦不像其他四首被保存在波蘭克拉科夫雅蓋隆圖書館內，而是被保存在美國首都華盛頓的國會圖書館音樂分館內。

## 分析

### 配器
- 獨奏：小提琴
- 木管樂器：2雙簧管
- 銅管樂器：2圓號
- 絃樂器：第1小提琴、第2小提琴、中提琴、大提琴及低音提琴

### 結構
第一樂章
開放的快板（Allegro aperto）－慢板（Adagio）－開放的快板（Allegro aperto）
您的浏览器不支持播放音频。您可以下载音频文件。
第二樂章
慢板（Adagio）
您的浏览器不支持播放音频。您可以下载音频文件。
第三樂章
迴旋曲（Rondo）－小步舞曲速度（Tempo di Minuetto）
您的浏览器不支持播放音频。您可以下载音频文件。

### K.261 與本曲的關係
本協奏曲的第二樂章，原是採用現時另外發行的E大調慢板（K.261），不過委約人布魯勒堤曾經提及過，本曲過於「人工化」，他並不喜歡，所以莫扎特便重寫整個樂章來遷就布魯勒堤，原來的樂章則被棄用。後來這曲於1776年成為獨立樂章出版。

### 參照
1. ↑   （页面存档备份，存于） 新莫扎特全集中的序言部份，頁X（德語版本）。
2. ↑  .   [2011-08-30]. （原始内容存档于2011-08-10）.

## 外部連結
- 《第5號小提琴協奏曲 (莫扎特)》：谱子和报道（德语），《莫扎特全集》
- 第5號小提琴協奏曲 (莫扎特)：国际乐谱典藏计划上的乐谱
- 2022年2月演奏（來自YouTube頻道）地點：皇家節日音樂廳（小提琴演奏：茱莉亞·費舍爾、指揮：托馬斯·索德高（英语：Thomas Søndergård）、演奏樂隊：倫敦愛樂樂團]）